# Cedrik-Marcel Stebe
Cedrik-Marcel Stebe (9 de octubre de 1990) es un jugador alemán profesional de tenis. El 12 de febrero de 2012, Stebe hizo su debut en la Copa Davis frente a Argentina en el quinto punto de la serie, y consiguió una victoria ante Eduardo Schwank por 7-6 y 7-5.
Se esperaba luego de sus espléndidos 2011 y 2012, que se transfomara en una de las nuevas estrellas jóvenes del circuito ATP, sin embargo no fue así y ha luchado para volver a meterse en el Top 100 en las últimas temporadas. Entrenó durante un tiempo en Equelite JC Ferrero Sport Academy.

## Carrera

### 2011
Él llegó a sus primeros cuartos de final de un torneo ATP, en el Torneo de Stuttgart en Alemania, donde derrotó a Nikolay Davydenko y Fabio Fognini.
Luego se le concedió una wild card para participar del Torneo de Hamburgo, donde derrotó a Juan Carlos Ferrero en primera ronda y a Nikolay Davydenko de nuevo, antes de perder ante Fernando Verdasco.
Stebe jugó en el ATP Challenger Tour 2011 y lo ganó venciendo en la final a Dudi Sela. Esta conquista lo elevó al Nº81 del ranking mundial.

### 2013
Stebe sufrió una cirugía de cadera en el Abierto de Heilbronn, y se sometió a una cirugía en octubre de 2013. Él expresó deseos de jugar tenis competitivo de nuevo, pero ha tenido problemas con el proceso de recuperación.

### 2015
Jugó su primer torneo en casi un año y medio, un Futures en Antalya, Turquía. Ganó sus tres partidos de clasificación y logró entrar en el cuadro principal. Él iba a ganar dos partidos más antes de perder en los cuartos de final a Dimitar Kuzmanov.

## Títulos ATP (0; 0+0)

### Individual (0)
| Leyenda                   |
| Grand Slam (0)            |
| ATP World Tour Finals (0) |
| ATP Masters 1000 (0)      |
| ATP World Tour 500 (0)    |
| ATP World Tour 250 (0)    |

#### Finalista (1)
| N.º | Fecha               | Torneo | Superficie    | Oponente en la final | Resultado |
| --- | ------------------- | ------ | ------------- | -------------------- | --------- |
| 1.  | 28 de julio de 2019 | Gstaad | Tierra batida | Albert Ramos         | 3-6, 2-6  |

#### Clasificación en torneos del Grand Slam
| Torneo          | 2011 | 2012 | 2013 | 2014 | 2015 | 2016 | 2017 | Títulos |
| --------------- | ---- | ---- | ---- | ---- | ---- | ---- | ---- | ------- |
| Australian Open | -    | 1R   | 1R   | -    | -    | -    | Q1   | 0       |
| Roland Garros   | Q2   | 2R   | Q2   | -    | -    | Q1   | -    | 0       |
| Wimbledon       | 1R   | 1R   | Q2   | -    | -    | Q1   | -    | 0       |
| US Open         | Q1   | 2R   | Q1   | -    | -    | Q1   |      | 0       |

## Títulos ATP Challenger (8; 8+0)

### Individual (8)
| N.° | Fecha                    | Torneo                  | Superficie    | Oponente en la final  | Resultado     |
| --- | ------------------------ | ----------------------- | ------------- | --------------------- | ------------- |
| 1.  | 3 de septiembre de 2011  | Challenger de Bangkok   | Dura          | Amir Weintraub        | 7-5, 6-1      |
| 2.  | 11 de septiembre de 2011 | Challenger de Shanghái  | Dura          | Alexander Kudryavtsev | 6-4, 4-6, 7-5 |
| 3.  | 14 de septiembre de 2013 | Challenger de Mequinez  | Tierra batida | Yannik Reuter         | 6-1, 4-6, 6-2 |
| 4.  | 24 de junio de 2017      | Challenger de Poprad    | Tierra batida | Laslo Djere           | 6-0, 6-3      |
| 5.  | 20 de agosto de 2017     | Challenger de Vancouver | Dura          | Jordan Thompson       | 6-0, 6-1      |
| 6.  | 24 de septiembre de 2017 | Challenger de Sibiu     | Tierra batida | Carlos Taberner       | 6-3, 6-3      |
| 7.  | 8 de noviembre de 2020   | Challenger de Parma 2   | Dura (i)      | Liam Broady           | 6-4, 6-4      |
| 8.  | 4 de septiembre de 2022  | Challenger de Como      | Tierra batida | Francesco Passaro     | 7-6, 6-4      |